# Otto H. Meurman
Otto Henrik Meurman, född 29 januari 1921 i Helsingfors, död där 8 maj 2011, var en finländsk läkare. 
Meurman, som var son till professor Kaarlo Yrjö Agathon Meurman och Edit Sigrid Andersson, blev student 1938, medicine kandidat 1942, medicine licentiat 1947 samt medicine och kirurgie doktor 1948. Han var assistentläkare vid Helsingfors universitets öron-, näs- och strupklinik 1948–1951, biträdande lärare vid samma klinik 1951–1959, blev docent 1954 och var professor i öron-, näs- och  strupsjukdomar vid Åbo universitet 1959–1986. Han var läkare vid  hörselapparatkliniken för hörselskadade 1954–1956, läkare och chef vid Hörselcentralen 1956–1959 och överläkare vid öron-, näs- och strupkliniken vid Åbo universitetscentralsjukhus 1960–1986. Han var dekanus vid medicinska fakulteten vid Åbo universitet. Han skrev bland annat den akademiska avhandlingen Studies of the Effect of Lime and Cement Dust on the Upper Respiratory Tract and the Sense of Smell (1948).